# Omega
För andra betydelser, se Omega (olika betydelser).
Omega (grekiska ωμέγα oméga, egentligen ’stort o’) (versal: Ω, gemen: ω) är den tjugofjärde och sista bokstaven i det grekiska alfabetet. Dess uttal var i klassisk grekiska ett långt å-ljud [o:]. I modern grekiska är det en kort vokal, [o]. Någon motsvarighet i det latinska alfabetet finns inte.
I det joniska talbeteckningssystemet hade det värdet 800.
Namnet betyder stort o och användes för att skilja den från omikron, litet o.
Inom elektricitetsläran symboliserar Ω ohm, som är enheten för resistans. Konduktans, som är det inverterade värdet av resistansen, betecknas ibland mho, det vill säga ohm baklänges, och med ett upp-och-nervänt omegatecken: ℧. SI-enheten för konduktans är dock formellt Siemens, S.
Inom sannolikhetsläran symboliserar Ω utfallsrummet.
Inom den statistiska fysiken betecknar Ω antalet mikrotillstånd.
Inom kosmologin betecknar Ω densitetsparametern.
Inom datavetenskapen, särskilt algoritmteorin, används Ω för att 
beteckna undre gränser.
Inom Internationella måttenhetssystemet betecknar ω vinkelhastigheten.
På kartor symboliserar omega-tecknet grottor.

## Unicode
|   | decimalt | hexadecimalt | HTML    |
| - | -------- | ------------ | ------- |
| ω | 969      | 3C9          | &omega; |
| Ω | 937      | 3A9          | &Omega; |